# Follo Fotballklubb 2006
Questa voce raccoglie le informazioni riguardanti il Follo Fotballklubb nelle competizioni ufficiali della stagione 2006.

## Rosa
| N. |                     | Ruolo | Calciatore                 |
| -- | ------------------- | ----- | -------------------------- |
| 2  | Norvegia (bandiera) | D     | Henrik Nordnes             |
| 3  | Norvegia (bandiera) | D     | Benjamin Dahl Hagen        |
| 3  | Norvegia (bandiera) | D     | Ratib Lekhal               |
| 4  | Norvegia (bandiera) | D     | John Reidar Torseth Jensen |
| 5  | Norvegia (bandiera) | D     | Per Herman Puck            |
| 6  | Norvegia (bandiera) | D     | Morten Einar Andersen      |
| 7  | Norvegia (bandiera) | C     | Kjetil Nilsen              |
| 8  | Norvegia (bandiera) | C     | Mads Clausen               |
| 9  | Norvegia (bandiera) | C     | Tom Pettersen              |
| 10 | Norvegia (bandiera) | D     | Kjetil Andreassen          |
| 11 | Norvegia (bandiera) | A     | Johan Nås                  |
| 13 | Norvegia (bandiera) | P     | Eirik Christian Jansen     |
| 14 | Norvegia (bandiera) | D     | Edvard Skagestad           |
| 14 | Norvegia (bandiera) | C     | Sander Grøstad             |

| N. |                     | Ruolo | Calciatore         |
| -- | ------------------- | ----- | ------------------ |
| 15 | Germania (bandiera) | D     | Alexander Rosen    |
| 16 | Norvegia (bandiera) | D     | Christian Petersen |
| 17 | Norvegia (bandiera) | A     | Shariar Ghaderifar |
| 18 | Norvegia (bandiera) | C     | Øystein Grini      |
| 19 | Norvegia (bandiera) | D     | Kristian Holm      |
| 20 | Kenya (bandiera)    | A     | Bonaventure Maruti |
| 21 | Norvegia (bandiera) | C     | Jørgen Røssevold   |
| 22 | Norvegia (bandiera) | A     | Peter Enckell      |
| 23 | Norvegia (bandiera) | C     | Stian Birkeland    |
| 24 | Norvegia (bandiera) | C     | Jon Sundsbø        |
| 25 | Norvegia (bandiera) | D     | Thomas Malmo       |
| 26 | Norvegia (bandiera) | D     | Stian Colberg      |
| 27 | Norvegia (bandiera) | C     | Lars Granaas       |
| 30 | Norvegia (bandiera) | P     | Glenn Arne Hansen  |